# Estació de Bescanó
L'Estació de Bescanó és un edifici del municipi de Bescanó (Gironès) situat al peu del vial per a bicicletes i vianants de la via verda Olot-Girona. L'edifici original protegit com a bé cultural d'interès local va ser enderrocat el juliol del 2014 i actualment hi ha una rèplica de l'edifici original. Des del 2016 al 2021 va ser un espai d'informació i promoció local de Bescanó.

## Descripció
L'edifici actual s'ha fet intentant replicar moltes de les característiques de l'anterior edifici al costat de l'indret on hi havia l'original. Manté la planta rectangular i la coberta a dues aigües de l'original tot i que l'alçada és superior i el lavabo exterior s'ha ubicat al costat contrari, també disposa d'una font, un banc i una zona per estacionar bicicletes. A dins hi ha una sala diàfana per a situar-hi plafons amb informació, un taulell d'atenció i una botiga de productes locals.

## Història
El projecte de traçar una línia de ferrocarril que unís les poblacions de Girona a Olot data de l'any 1844. Fins al 1911 no arribà a Olot. L'estació de Bescanó fou construïda a principis del segle xx. El 1969 es suprimeix la línia ferroviària i l'edifici entra en desús.
L'edifici, que era protegit com a bé cultural d'interès local, era un edifici de planta rectangular i coberta a dues aigües amb caiguda a la façana principal i posterior. Situat a la dreta de la carretera, just abans d'arribar a la vila de Bescanó, al final d'un magnífic passeig d'arbres. Els murs eren arrebossats i els marcs de les obertures de ciment pintat de vermell simulant maons. Al costat esquerre un petit estatge separat servia de lavabos.
L'edifici va restar abandonat i en procés de deteriorament progressiu. Malgrat que l'Ajuntament havia manifestat que volia rehabilitar-lo, no ho va fer i es va enderrocar el 2014. El procés d'enderroc va comptar amb l'oposició dels veïns, que el 2007 van recollir 1.700 firmes en contra. Malgrat això aquest any l'Ajuntament ja va demanar descatalogar aquest equipament com a bé cultural d'interès local per poder-lo derruir, però en aquest moment la Comissió de Patrimoni ho va denegar. El 2012 Patrimoni va canviar d'opinió per l'estat de deixadesa de la construcció, el que va permetre al consistori tramitar la demolició de la infraestructura. El cost previst del nou edifici era de 206.123 euros.
La inauguració del nou edifici com espai d'informació i promoció local va ser el juny de 2016. L'empresa adjudicatària va ser la gironina Click Networks que va renunciar a la prorroga de la concessió el 2021, avui és tancada al públic i no s'hi dona cap servei ni ús continuat.